# Dundee

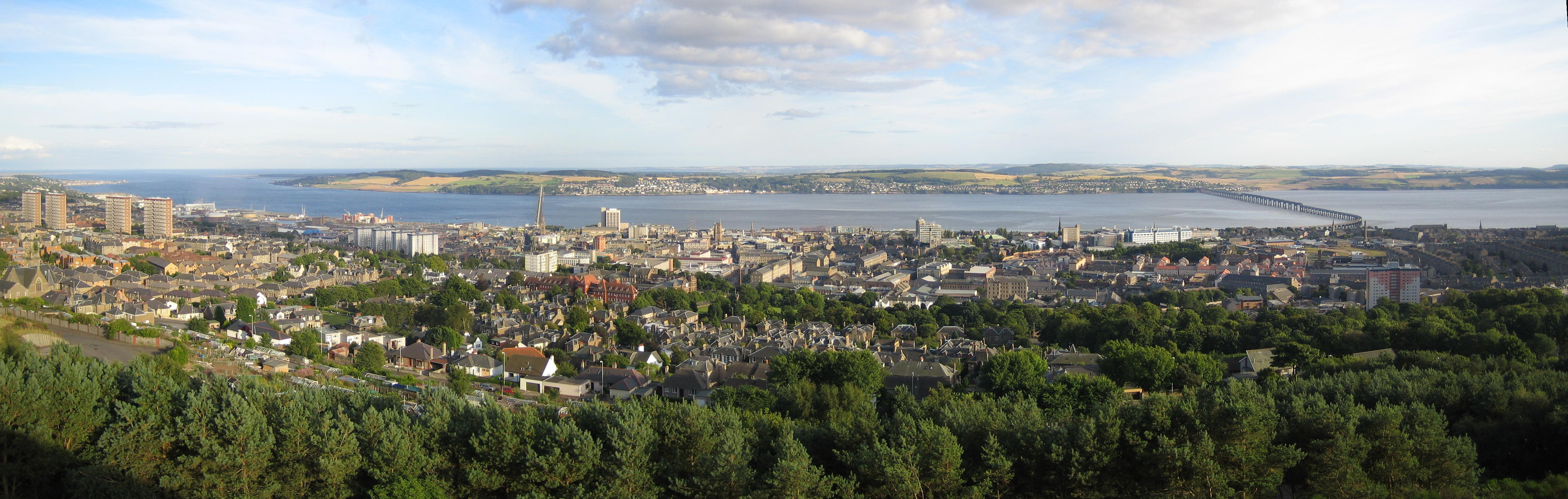
Vista panorâmica

Dundee (em gaélico escocês: Dùn Dèagh) é a quarta maior cidade da Escócia com uma população de 148 820 habitantes em 30 de junho de 2020 e uma das 32 subdivisões escocesas. A cidade se situa na costa leste, na foz do rio Tay, onde este se encontra com o Mar do Norte.
A cidade foi construída ao redor de uma colina de basalto, chamada hoje O Dundee Law (174m).
Até 1975, a cidade era um distrito da região de Tayside. Com a abolição desse sistema na Escócia em 1996, a Cidade de Dundee tornou-se uma Área de Conselho, subdivisão administrativa similar aos estados brasileiro.
É nesta cidade que se encontra o Castelo de Broughty, construído em 1496.